# Dikgatlong Local Municipality
 Dikgatlong (englisch Dikgatlong Local Municipality) ist eine Lokalgemeinde im Distrikt Frances Baard der südafrikanischen Provinz Nordkap. Der Sitz der Gemeindeverwaltung befindet sich in Barkly West. Bürgermeisterin ist Dorothy Mbizeni.
Dikgatlong ist Setswana und steht für ‚Zusammenfluss‘. Der Name bezieht sich auf die beiden Flüsse Harts und Vaal bei Delportshoop. Die Gegend wurde bereits im 18. Jahrhundert so genannt.

## Städte und Orte
| - Barkly West - Corn’s Village - De Beershoogte - Delportshoop - Holpan - Kutlwano - Longlands | - Mataleng - Sydney on Vaal - Tidimalo - Ulco - Vaal Gamagara - Windsorton |

## Bevölkerung
Im Jahr 2011 hatte die Gemeinde 46.841 Einwohner. Davon waren 58 % schwarz, 28 % Coloured und 4 % weiß sowie 9 % andere. Gesprochen wurde zu 53 % Setswana, zu 39 % Afrikaans und zu 8 % andere Sprachen.